# ریبنیتشک (ناحیه ویشکوف)
ریبنیتشک (به چکی: Rybníček) یک منطقهٔ مسکونی در جمهوری چک است که در ناحیه ویشکوو واقع شده‌است. ریبنیتشک ۲٫۱ کیلومتر مربع مساحت و ۲۷۴ نفر جمعیت دارد و ۲۳۶ متر بالاتر از سطح دریا واقع شده‌است.